# Municipio de Collins (Misuri)
El municipio de Collins (en inglés: Collins Township) es un municipio ubicado en el condado de St. Clair en el estado estadounidense de Misuri. En el año 2010 tenía una población de 667 habitantes y una densidad poblacional de 6,55 personas por km².

## Geografía
El municipio de Collins se encuentra ubicado en las coordenadas 37°52′18″N 93°38′17″O / 37.87167, -93.63806. Según la Oficina del Censo de los Estados Unidos, el municipio tiene una superficie total de 101.82 km², de la cual 101,28 km² corresponden a tierra firme y (0,53 %) 0,54 km² es agua.

## Demografía
Según el censo de 2010, había 667 personas residiendo en el municipio de Collins. La densidad de población era de 6,55 hab./km². De los 667 habitantes, el municipio de Collins estaba compuesto por el 97,9 % blancos, el 0,3 % eran amerindios, el 0,75 % eran asiáticos, el 0,3 % eran de otras razas y el 0,75 % eran de una mezcla de razas. Del total de la población el 1,65 % eran hispanos o latinos de cualquier raza.